# دروزی‌های اسرائیل
دروزی‌های اسرائیل، اقلیت دینی عرب‌تباری هستند که در اسرائیل زندگی می‌کنند. و عربی زبان مادری آنها میباشد.  دروزی‌گرایی، دین قومی دروزی‌ها، از اسماعیلیه (شاخه‌ای از تشیع) ریشه گرفته است، اما دروزی‌ها خود را مسلمان نمی‌دانند. دروزی‌های اسرائیلی به زبان عربی به‌صورت بومی سخن می‌گویند؛ بر اساس نظرسنجی‌ای که مرکز پژوهشی پیو (Pew Research Center) در سال ۲۰۱۷ انجام داد، اکثریت دروزی‌های اسرائیل از نظر قومی نیز خود را عرب معرفی می‌کنند.
اسرائیل پس از سوریه و لبنان، دارای سومین جمعیت بزرگ دروزی در جهان است.  داده‌های نظرسنجی نشان می‌دهد که دروزی‌های اسرائیل، هویت خود را ابتدا به‌عنوان دروزی (از نظر دینی)، در درجه دوم به‌عنوان عرب (از نظر فرهنگی و قومی) و در درجه سوم به‌عنوان اسرائیلی (از نظر شهروندی) اولویت‌بندی می‌کنند. اقلیتی کوچک از آن‌ها خود را فلسطینی می‌دانند که این موضوع آن‌ها را از اکثریت دیگر شهروندان عرب اسرائیل که عمدتاً خود را فلسطینی می‌دانند، متمایز می‌سازد.

## تاریخ دُروزی‌ها در خاورمیانه
دروزی‌ها  خودشان خود را «الموحّدون» به معنای «یکتاپرستان» می‌نامند یک جامعه مذهبی اسرارآمیز و یکتاپرست هستند که عمدتاً در سوریه، لبنان، اسرائیل و اردن یافت می‌شوند. دین دروزی ترکیبی از عناصری از اسماعیلیه، گنوسیسم، نئوپلاتونیسم و دیگر فلسفه‌ها است. دروزی‌ها خود را «اهل التوحید» یا «الموحّدون» به معنای «یکتاپرستان» می‌نامند. امین طریف تا زمان مرگش در ۱۹۹۳، رهبر مذهبی برجسته این جامعه بود.
در تاریخ، رابطه بین دُروزی‌ها و مسلمانان معمولاً با آزار و اذیت شدید همراه بوده است. دین دروزی اغلب به‌عنوان شاخه‌ای از اسماعیلیه طبقه‌بندی می‌شود. هرچند این دین در اصل از اسلام اسماعیلی سرچشمه گرفته است، بیشتر دروزی‌ها خود را مسلمان نمی‌دانند و پنج رکن اسلام را نمی‌پذیرند. دروزی‌ها به‌طور مکرر توسط رژیم‌های مسلمان مختلف مانند خلافت فاطمی شیعی، امپراتوری عثمانی سنی و ایالت مصر آزار و اذیت شده‌اند. آزار و اذیت دروزی‌ها شامل کشتارها، تخریب خانه‌های عبادت دروزی‌ها و مکان‌های مقدس و اجبار به تغییر دین به اسلام بوده است. این کشتارها در روایت دروزی‌ها به‌عنوان تلاش‌هایی برای از بین بردن کل جامعه تلقی می‌شود.
رابطه بین دروزی‌ها و یهودیان جنجالی بوده است. مطالب ضد یهودی (ضد سامی) در ادبیات دروزی وجود دارد، مانند در رسالات حکمت؛ به‌عنوان مثال، در یک رساله که به یکی از بنیان‌گذاران دروزی‌ها، بهاالدین المقدنی، نسبت داده می‌شود، به یهودیان اتهام قتل پیامبران مقدس زده شده است. از سوی دیگر، بنیامین تودلا، یک مسافر یهودی از قرن ۱۲، اشاره کرده است که دروزی‌ها روابط تجاری خوبی با یهودیان نزدیک خود داشتند و طبق گفته او، این به‌دلیل علاقه دروزی‌ها به مردم یهودی بود. با این حال، یهودیان و دروزی‌ها از هم جدا زندگی می‌کردند، جز در چند شهر مختلط مانند دیرالکمار و پکیعین.
اختلافات بین دروزی‌ها و یهودیان در طول کشمکش‌های قدرت دروزی‌ها در کوه لبنان رخ داد، که در آنجا، یهودیان در شهرهای جلیل مانند صفد و طبریه در سال ۱۶۶۰ توسط دروزی‌ها تخریب شدند. در طول شورش دروزی‌ها علیه حکومت ابراهیم پاشا از مصر، جامعه یهودی در صفد در اوایل ژوئیه ۱۸۳۸ توسط شورشیان دروزی مورد حمله قرار گرفت. خشونت علیه یهودیان شامل غارت خانه‌های آن‌ها و بی‌حرمتی به کنیسه‌هایشان بود.
دروزی‌ها در اسرائیل در کوه کرمل، جنوب حیفا، و در جلیل زندگی می‌کنند. سکونت دروزی‌ها در کوه کرمل نسبتاً جدید است، هرچند زمان دقیق آن هنوز مشخص نیست. پژوهشگران به یک سنت اشاره می‌کنند که می‌گوید آن‌ها پس از سقوط خاندان معن که در لبنان مستقر بود، در عِصْفِیَة ساکن شدند. جمعیت دالیة الکرمل از پناهجویانی تشکیل شده که از حلب به این منطقه در اوایل قرن نوزدهم رسیدند.
سرشماری ۱۹۲۲ فلسطین نشان می‌دهد که ۷٬۰۲۸ دروزی در فلسطین تحت قیومیت بریتانیا زندگی می‌کردند (۱۱ نفر در منطقه جنوبی، ۸ نفر در اورشلیم-یافا، ۳ نفر در سامره و ۷٬۰۰۶ نفر در منطقه شمالی). سرشماری ۱۹۳۱ افزایش جمعیت دروزی‌ها را نشان می‌دهد، با ۹٬۱۴۸ دروزی (۴ نفر در منطقه جنوبی، ۲۸ نفر در منطقه اورشلیم و ۹٬۱۱۶ نفر در منطقه شمالی).

### روابط با یهودیان در دولت مستقل اسرائیل
در سال ۱۹۴۸، بسیاری از دُروزی‌ها به‌طور داوطلبانه به ارتش اسرائیل پیوستند و هیچ یک از روستاهای دروزی تخریب یا به‌طور دائمی رها نشد. از زمان تأسیس کشور اسرائیل، دروزی‌ها همبستگی خود را با اسرائیل نشان داده‌اند و خود را از رادیکالیسم عربی و اسلامی دور نگه داشته‌اند. شهروندان دروزی اسرائیل در نیروهای دفاعی اسرائیل خدمت می‌کنند. شراکت یهودیان و دروزی‌ها اغلب به عنوان «پیمان خون»  یاد می‌شود، که به معنای اشتراک در بار نظامی مشترک برای حفظ امنیت کشور است.
از سال ۱۹۵۷، دولت اسرائیل به‌طور رسمی دروزی‌ها را به عنوان یک جامعه مذهبی مستقل به رسمیت شناخت، و آن‌ها به عنوان یک گروه قومی متمایز در ثبت‌های آماری وزارت کشور اسرائیل تعریف می‌شوند. از سوی دیگر، اداره مرکزی آمار اسرائیل دروزی‌ها را در سرشماری‌ها در رده عرب‌ها قرار می‌دهد. دروزی‌های اسرائیلی خود را مسلمان نمی‌دانند و دین خود را مستقل و جدا از اسلام می‌پندارند.
در مقایسه با مسلمانان و مسیحیان اسرائیلی، دروزی ها تاکید کمتری بر هویت عربی دارند و بیشتر خودرا به عنوان اسرائیلی معرفی می‌کنند و می‌شناسند.

#### خدمت وظیفه نظامی و شراکت دُروزی‌های در امور سیاسی کشور اسرائیل
دروزی‌های اسرائیل در هر دو عرصه نظامی و سیاسی نقش برجسته‌ای دارند و از زمان تأسیس کشور اسرائیل در ۱۹۴۸ در ارتش و سیاست این کشور مشارکت کرده‌اند. 
پس از تأسیس اسرائیل، دولت خدمت اجباری برای مردان دروزی را الزامی کرد. از سال‌های ۱۹۵۴ تا ۱۹۵۶، جامعه دروزی در اسرائیل یک جنبش مقاومت علیه این سیاست به نام "جنبش خدمت اجباری" راه‌اندازی کرد. امین طریف، رهبر روحانی جامعه دروزی در آن زمان، به شدت با خدمت اجباری نظامی مخالف بود. در سال ۱۹۵۳، او تهدید به تکفیر کرد برای هر دروزی که به‌طور داوطلبانه به ارتش اسرائیل بپیوندد و زنان دروزی را برای مقاومت در برابر خدمت اجباری برای فرزندانشان بسیج کرد. شیخ طریف همچنین از تأسیس ازدواج‌های مربوط به سربازان خودداری کرد و خدمت اجباری را تهدیدی برای شهرت و ارزش‌های جامعه دروزی می‌دانست.
بر خلاف این دیدگاه، جناح دیگری در داخل جامعه دروزی برای همکاری کامل با اسرائیلی‌ها از جمله حمایت از خدمت اجباری، از خود حمایت نشان داد. رهبران برجسته این دیدگاه شامل صلاح‌حسن حنیفه و لبیب حسین ابو روکان بودند. دولت اسرائیل توانست از اختلافات در داخل جامعه دروزی در مورد خدمت اجباری بهره‌برداری کند، به‌ویژه در سال ۱۹۵۴، زمانی که اخبار سرکوب سلطان الاترش و پسرش توسط رئیس‌جمهور سوریه، آدیب شیشاکلی، به جوامع دروزی در السویدا رسید.
در سال ۲۰۰۹، پنج نماینده دروزی در کنست (پارلمان اسرائیل) انتخاب شدند تا در کنست ۱۸ خدمت کنند که تعداد زیادی نسبت به جمعیت آن‌ها به‌حساب می‌آید. ردا منصور، شاعر، تاریخ‌نگار و دیپلمات دروزی، توضیح داد: "ما تنها اقلیت غیر یهودی هستیم که به خدمت نظامی فراخوانده می‌شویم و درصد بالاتری از اعضای ما در واحدهای رزمی و به‌عنوان افسر نسبت به خود یهودیان داریم. بنابراین، ما به‌عنوان جامعه‌ای بسیار ملی‌گرا و میهن‌پرست در نظر گرفته می‌شویم."
در سال ۱۹۷۳،آمال ناصرالدین، یک فعال دروزی، دایره دروزی صهیونیستی را تأسیس کرد. هدف این گروه تشویق دروزی‌ها به حمایت کامل و بی‌قید و شرط از دولت اسرائیل بود. این جنبش در پی ارتقاء همبستگی جامعه دروزی با اسرائیل و ترویج حمایت از سیاست‌های صهیونیستی در میان دروزی‌ها بود. امروزه، هزاران دروزی اسرائیلی عضو جنبش‌های دروزی صهیونیستی هستند و به‌طور فعال در حمایت از دولت اسرائیل مشارکت دارند.
در سال ۲۰۰۷، نبیه ادین، شهردار کیسره‌سومی، پیشنهاد قانون اساسی "چندفرهنگی" که توسط سازمان عربی اسرائیلی عداله مطرح شده بود را رد کرد. او گفت: "دولت اسرائیل یک دولت یهودی است و همچنین یک دولت دموکراتیک که بر اصول برابری و انتخابات تأکید دارد. ما هر چیزی را که سازمان عداله درخواست کرده رد می‌کنیم." به‌گفته‌ی او، سرنوشت دروزی‌ها و چرکسی‌ها در اسرائیل با سرنوشت این کشور پیوند خورده است. وی اظهار داشت: "این یک پیمان خون است، و پیمان زندگی است. ما نمی‌خواهیم از تغییرات اساسی در ماهیت این دولت که پیش از تأسیس آن سرنوشت‌های خود را به آن پیوند داده‌ایم، حمایت کنیم."
تا سال ۲۰۰۵، حدود ۷,۰۰۰ عضو ثبت‌شده در جنبش دروزی صهیونیستی وجود داشت. در سال ۲۰۰۹، این جنبش کنفرانس جوانان دروزی صهیونیستی را برگزار کرد که با حضور ۱۷۰۰ شرکت‌کننده برگزار شد. این رویدادها نشان‌دهنده رشد و گسترش حمایت دروزی‌ها از اسرائیل و تعهد آنها به ادامه همکاری با دولت اسرائیل است.
جنبش دُروزی صهیونیستی نمادی از همبستگی عمیق‌تر جامعه دروزی با اسرائیل است و به عنوان یک تلاش برای مشارکت فعال در آینده سیاسی و اجتماعی کشور شناخته می‌شود.

## وضعیت دروزها در بلندی های جولان
جمعیت دروزی در بلندی‌های جولان تحت اشغال اسرائیل وضعیت پیچیده و خاصی دارد. پس از آنکه اسرائیل بلندی‌های جولان را در جنگ شش روزه در سال ۱۹۶۷ از سوریه تصرف کرد، جامعه دروزی این منطقه تحت کنترل اسرائیل قرار گرفتند، اما برخلاف دروزی‌های سایر مناطق اسرائیل، تابعیت اسرائیلی دریافت نکردند. در عوض، دروزی‌های جولان به عنوان "مقیمان دائم" اسرائیل شناخته شدند که به آن‌ها برخی حقوق اعطا شد، اما نه شهروندی کامل.
بسیاری از دروزی‌های جولان وفاداری خود را به سوریه ابراز کرده‌اند و همچنان سوریه را سرزمین مادری خود می‌دانند. با این حال، دولت اسرائیل تلاش‌هایی برای ادغام دروزی‌های جولان در سیستم اسرائیلی انجام داده است، از جمله ارائه خدمات بهداشتی، آموزشی و زیرساختی اسرائیلی. با این حال، آغاز جنگ داخلی سوریه و کشتار اقلیت‌های دروزی توسط رژیم سوریه باعث تغییر گرایش و وفاداری آن‌ها به سوی اسرائیل شد. در اوایل دهه ۲۰۲۰، افزایش قابل توجهی در درخواست‌ها برای دریافت تابعیت اسرائیلی در میان دروزی‌های بلندی‌های جولان مشاهده شد.